# Гастамбиде, Хоакин Ромуальдо
Хоакин Ромуальдо Гастамбиде-и-Гарбайо (исп. Joaquín Romualdo Gaztambide y Garbayo; 7 февраля 1822, Тудела, Наварра — 18 марта 1870, Мадрид) — испанский композитор, дирижёр, видный участник возрождения испанского музыкально-драматического жанра сарсуэла. Почётный профессор Мадридской консерватории.

## Биография
Обучался в родном городе, позже был отправлен дядей в Памплону для учёбы игре на фортепиано, там же играл на контрабасе в оркестре театра. С 1842 года посещал Королевскую консерваторию в Мадриде, учился под руководством Педро Альбениса (фортепиано) и Рамона Карнисера (композиция).
Испытывая материальные трудности, зарабатывал на жизнь игрой на контрабасе в нескольких театрах, включая Театро-де-ла-Крус (исп. Teatro de la Cruz). В 1846 году был назначен хормейстером театра. Через год отвечал за выступления испанских певцов и танцоров в Париже. Вернувшись в Мадрид в 1848 году, получил предложение занять место руководителя оркестра, а в 1849 году был назначен музыкальным директором мадридского Испанского театра (англ. Teatro Español).
Несмотря на то, что Гастамбиде находил время сочинять музыку для фортепиано и для оркестра, в том числе отвечая за рождение симфоний и музыки для балета, основные силы он вкладывал в помощь возрождению родных оперных традиций. Позже, в этом же 1849 году, выпустил свою первую успешную сарсуэлу «La mensajera» в двух актах.
В 1850 году совместно с Эмилио Арриетой, Франсиско Асеньо Барбьери и Мигелем Иларионом Эславой стал соучредителем художественно-музыкального общества La España, был активным участником движения по защите испанской оперы и музыкально-драматического жанра сарсуэла. 
Автор большого количества (около 40) сарсуэл, сделавших его имя чрезвычайно популярным. 
В числе его музыкальных работ для Teatro del Circo: «Мечта о летней ночи» (El sueño de una noche de verano, 1950), в основу которой легло произведение Шекспира; «Долины Андорры» (El valle De Andorra, 1852); «Каталина» (Catalina, 1854) и «Простолюдины» (Los comuneros, 1855).
После 1856 года Гастамбиде принимал активное участие в деятельности специально выстроенного театра Teatro de la Zarzuela, где зрители увидели его Los magyares (1857), El juramento (1858) и «Старуха» (Una vieja, 1860).
Позже, Гастамбиде руководил первым постоянным симфоническим оркестром в Испании Sociedad de Conciertos. В 1868 году отправился в поездку на Кубу. Из-за испанской революции 1868 года Гастамбиде был вынужден перебраться в Мексику, где его здоровье и финансовое положение, стремительно ухудшились.
Вернувшись в Испанию, он умер от тяжелой болезни печени в Мадриде 18 марта 1870 года.
Вклад Гастамбиде в возрождение сарсуэлы оказался весьма значительным, но в XX веке его произведения практически полностью исчезли со сцены. Близкий по своим вкусам к Доницетти, Гастамбиде, тем не менее, использовал в своих работах испанские ритмы и популярные песни.

## Избранные произведения
- «Каталина» (1854),
- «Los magiares» (1857),
- «El juramento» (1858)
- «Конкиста Мадрида» (1863).